# Centro Nacional para el Avance de las Ciencias Traslacionales
El Centro Nacional para el Avance de las Ciencias Traslacionales (en inglés National Center for Advancing Translational Sciences, NCATS) se fundó el 23 de diciembre de 2011  y está ubicado en Bethesda, Maryland. El NCATS es uno de los 27 institutos y centros de los Institutos Nacionales de Salud (NIH) de Estados Unidos, una agencia del Departamento de Salud y Servicios Humanos de Estados Unidos. La misión del NCATS es transformar los descubrimientos científicos en nuevos tratamientos y curas para enfermedades que puedan administrarse con mayor rapidez a los pacientes. El presupuesto asignado al NCATS para el año fiscal 2025 fue de 928 millones de dólares.
Su directora en 2025 es Joni L. Rutter, genetista estadounidense y doctora por el Departamento de Farmacología y Toxicología de la Facultad de Medicina de Dartmouth, Hanover, Nuevo Hampshire.

## Divisiones
El NCATS está organizado en varias divisiones:
- División de Innovación Clínica
- División de Innovación Preclínica
- Oficina de Gestión Administrativa
- Oficina de Gestión de Subvenciones y Revisión Científica
- Oficina de Investigación de Enfermedades Raras : Supervisa la Red de Investigación Clínica de Enfermedades Raras y el Centro de Información sobre Enfermedades Genéticas y Raras (GARD)[5]
- Oficina de Alianzas Estratégicas: Trabaja con empresas de la industria biotecnológica y farmacéutica para acelerar el desarrollo de nuevos medicamentos.[5]